# Opisa eschrichtii
Opisa eschrichtii is een vlokreeftensoort uit de familie van de Opisidae. De wetenschappelijke naam van de soort is voor het eerst geldig gepubliceerd in 1842 door Kroyer.